# Dale Ervine
Dale Ervine (Belfast, 19 maggio 1964) è un ex calciatore ed ex giocatore di calcio a 5 statunitense.

## Biografia
Nato a Belfast, in Irlanda del Nord, Dale è cresciuto in California dove ha frequentato la North High School di Torrance.

## Carriera
Come massimo riconoscimento in carriera vanta la partecipazione, con la nazionale maschile di calcio a 5 degli Stati Uniti d'America, al FIFA Futsal World Championship 1992 in cui gli statunitensi hanno colto il loro miglior risultato di sempre giungendo alla medaglia d'argento dopo la finale persa per 4-1 contro il Brasile.